# Islamsko zlatno doba
Zlatno doba islama je izraz za razdoblje povijesti islamskog svijeta (područja Bliskog Istoka, Sjeverne Afrike, Središnje Azije i al-Andalusa) koji otprilike odgovara srednjom vijeku u europskoj (i svjetskoj) povijesti, a koga je karakterizirao intenzivan razvoj kulture i znanosti, odnosno brojna tehnološka i druga civilizacijska dostignuća koja su s vremenom preuzele i druge, odnosno ne-islamske kulture i civilizacije. Izraz "zlatno doba" se obično rabi kako bi se istaklo kako je upravo u tom razdoblju islamski svijet doživio vrhunac samostalnih kulturnih i znanstvenih dostignuća, vezanih uz razvoj specifične arhitekture, filozofije, medicine, astronomije i matematike. U širem smislu se to se razdoblje vezuje uz razdoblje koje počinje s nastankom islama (7. st.), a završava s početkom novog vijeka (oko 1500. godine). U užem smislu, i među povjesničarima daleko češćoj, upotrebi se pod "Zlatnim dobom" podrazumijeva razdoblje od 750. do 1257. godine.
Početak Zlatnog doba se najčešće vezuje uz dolazak dinastije Abasida na čelo Arapskog Carstva, odnosno Kalifata godine 750. Iako je time, s obzirom na nastavak vladavine prethodne dinastije Omejada na Iberijskom polutoku (al-Andalus), trajno okončano političko jedinstvo islamske države odnosno islamske zajednice (umma), ono je za posljedicu imalo preorijentiranje muslimanskih vladara s džihada, odnosno vanjskih osvajanja na unutrašnje reforme i konsolidaciju već osvojenih prostora na kojima počinje postepena arabizacija i islamizacija tamošnjeg stanovništva. Tako stvoreni islamski svijet je, s jedne strane, iz religijskih razloga (institucija hadždža) i kroz razvijenu trgovinu sačuvao međusobne ekonomske, a preko njih i kulturne veze; s druge strane je političko nejedinstvo omogućilo policentrični razvitak, odnosno stvaranje nekoliko suparničkih središta trgovine, kulture i znanosti u različitim dijelovima islamskog svijeta. Od svih njih je najvažniji bio Bagdad, koji je samo nekoliko godina nakon osnivanja postao abasidska prijestolnica i najveći grad na svijetu; veliki značaj su, međutim, zadržali i stara prijestolnica Damask, ali i alternativna politička središta kao što su Kairo, Kairuan, Córdoba, Buhara i Samarkand. Nove okolnosti su, također, omogućile arapskim učenjacima i umjetnicima da postepeno asimiliraju, ali preuzmu obilježja ranijih kultura na prethodno osvojenim područjima; Zlatno doba je karakteriziralo intenzivno nastojanje da se sačuvaju ili islamu prilagode dostignuće ranije starogrčke i perzijske kulture, a preko trgovine su se preuzimala i kineska i indijska dostignuća kao što su papir i decimalni brojevi. Osim Arapa, važnu ulogu za razvoj kulture i znanosti u tom razdoblje su imali i muslimanski ne-Arapi, ali i ne-muslimanski podanici Kalifata i muslimanskih država - kršćani i Židovi. U tom razdoblju se na području islamskog svijeta kao lingua franca nametnuo arapski jezik.
Kraj zlatnog doba je predmet rasprave među povjesničarima, kako po pitanju točnog datuma, tako i po njegovim uzrocima. Kao najčešći datum se navodi pustošenje Bagdada od strane Mongola 1258. godine na čelu s Hulagu-kanom, prilikom koga je ne samo uništena znamenita biblioteka, nego islamskom svijetu zadat psihološki udarac poslije koga se počeo sve više okretati samom sebi. Među povjesničarima široko je rasprostranjeno mišljenje da je islamski svijet tada počeo gubiti civilizacijsku utrku s do tada zaostalim i inferiornim zapadnim svijetom, koji je u sljedećim stoljećima kroz renesansu pokazao daleko više intelektualne fleksibilnosti i oko 1500. počeo s njime ravnopravno nadmetati da bi poslije stekao tehnološku i drugu superiornost.

## Vanjske poveznice
- Islamic web
- Wiet, Gaston. "Baghdad: Metropolis of the Abbasid Caliphate."  Arhivirana inačica izvorne stranice od 20. rujna 2020. (Wayback Machine) Chapter 5